# Гнішув
Гнішув (пол. Hniszów) — село в Польщі, у гміні Руда Гута Холмського повіту Люблінського воєводства. Населення — 135 осіб (2011).

## Історія
За даними етнографічної експедиції 1869—1870 років під керівництвом Павла Чубинського, у селі здебільшого проживали греко-католики, які розмовляли українською мовою.
У 1975—1998 роках село належало до Холмського воєводства.

## Демографія
Демографічна структура станом на 31 березня 2011 року:
|          | Загалом | Допрацездатний вік | Працездатний вік | Постпрацездатний вік |
| -------- | ------- | ------------------ | ---------------- | -------------------- |
| Чоловіки | 64      | 8                  | 50               | 6                    |
| Жінки    | 71      | 9                  | 35               | 27                   |
| Разом    | 135     | 17                 | 85               | 33                   |